# Bartramia pseudocryptopodium
Bartramia pseudocryptopodium är en bladmossart som beskrevs av C. Müller 1882. Bartramia pseudocryptopodium ingår i släktet äppelmossor, och familjen Bartramiaceae. Inga underarter finns listade i Catalogue of Life.